# Voldemort: Origins of the Heir
Voldemort: Origins of the Heir (Vertaling: Voldemort: Oorsprong van de erfgenaam) is een Engels-Italiaanse film over het leven van Voldemort. Het is een onofficiële fanfilm, gemaakt door en voor fans van Harry Potter filmreeks.
De film werd op 13 januari 2018 gratis beschikbaar gesteld via YouTube. Binnen een tijdsbestek van 10 dagen is de film meer dan 11 miljoen keer bekeken.

## Productie
Twee fans van de Harry Potter filmreeks kwamen op het idee om een film over het leven van Voldemort te maken. Om dit van de grond te krijgen werd er een crowdfunding gestart om het geld bij elkaar te krijgen. Deze crowdfunding werd al snel stilgelegd toen Warner Bros zich ermee ging bemoeien. Na overleg mocht deze crowdfunding, en daarmee de productie van de film, toch worden doorgezet op voorwaarde dat de makers er geen commerciële film van zouden maken. De film is gratis te bekijken via YouTube.

## Rolverdeling
| Rol                                              | Acteur              | Nasychronisatie (Engels) | Extra informatie                            |
| ------------------------------------------------ | ------------------- | ------------------------ | ------------------------------------------- |
| Tom Marvolo Riddle, (Ned: Marten Asmodom Vilijn) | Stefano Rossi       | Mitchell Thornton        | Erfgenaam van Zalazar Zwadderich, Voldemort |
| Voldemort                                        | Davide Ellena       | Mitchell Thornton        |                                             |
| Grisha McLaggen                                  | Maddalena Orcali    | Amy Davies               | Erfgenaam van Goderic Griffoendor           |
| Grisha McLaggen (jong)                           | Aurora Moroni       | Amy Davies               |                                             |
| Wiglaf Sigurdsson                                | Andrea Deanisi      | Stefan Chanyaem          | Erfgenaam van Rowena Ravenklauw             |
| Wiglaf Sigurdsson (jong)                         | Andre Baglio        | Stefan Chanyaem          |                                             |
| Lazarus Smith                                    | Andrea Bonfanti     | Rorie Stockton           | Erfgenaam van Helga Huffelpuf               |
| Hepzibah Smith                                   | Gelsomina Bassetti  | Margaret Ashley          | Tante van Lazarus Smith                     |
| Generaal Makarov                                 | Alessio Dalla Costa | Biscarte Hazencruz       | Schouwer van het Sovjet Unie departement    |